# Acragas (aranha)
Acragas é um gênero de aranhas da família Salticidae, conhecidas como aranhas saltadoras. Aranhas desse gênero são encontradas em regiões da América Central e Sul. O nome desse gênero deriva do nome grego de Agrigento, uma antiga cidade na Sicília.

## Espécies

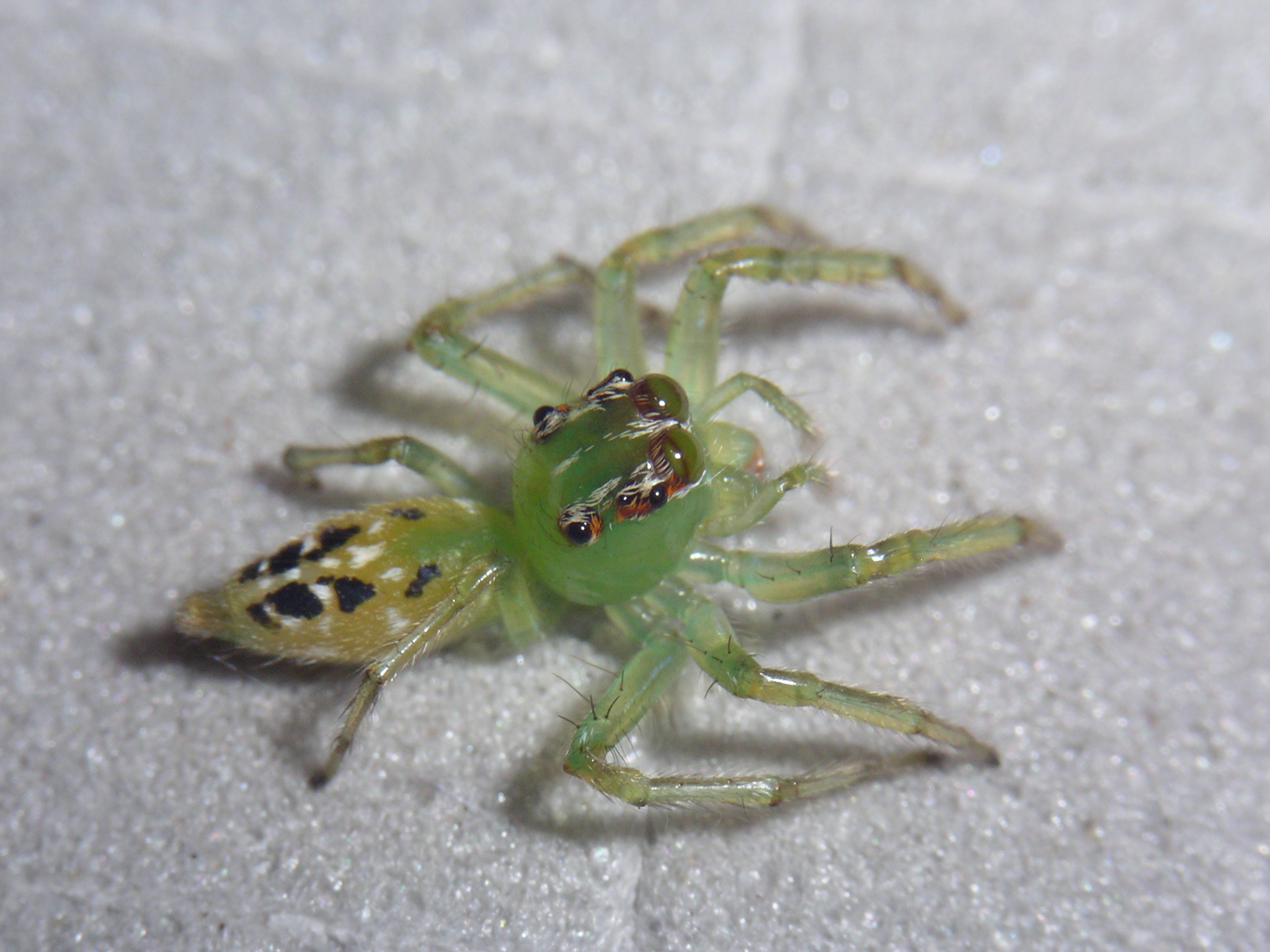
Acragas longimanus

- Acragas carinatus Crane, 1943 (Venezuela)
- Acragas castaneiceps Simon, 1900 (Brasil)
- Acragas erythraeus Simon, 1900 (Brazil)
- Acragas fallax (Peckham & Peckham, 1896) (Panamá)
- Acragas hieroglyphicus (Peckham & Peckham, 1896) (México e Panamá)
- Acragas humaitae Bauab & Soares, 1978 (Brasil)
- Acragas humilis Simon, 1900 (Brasil)
- Acragas leucaspis Simon, 1900 (Venezuela)
- Acragas longimanus Simon, 1900 (Brasil)
- Acragas longipalpus (Peckham & Peckham, 1885) (Guatemala)
- Acragas mendax Bauab & Soares, 1978 (Brasil)
- Acragas miniaceus Simon, 1900 (Peru, Brasil)
- Acragas nigromaculatus (Mello-Leitão, 1922) (Brasil)
- Acragas pacatus (Peckham & Peckham, 1896) (América Central)
- Acragas peckhami (Chickering, 1946) (Panamá)
- Acragas procalvus Simon, 1900 (Peru)
- Acragas quadriguttatus (F. O. P-Cambridge, 1901) (México e Panamá)
- Acragas rosenbergi Simon, 1901 (Equador)
- Acragas trimaculatus Mello-Leitão, 1917 (Brasil)
- Acragas zeteki (Chickering, 1946) (Panamá)